# Olympische Winterspiele 2018/Eishockey
Bei den XXIII. Olympischen Winterspielen 2018  in Pyeongchang wurden zwei Wettbewerbe im Eishockey ausgetragen. Beim Turnier der Männer traten zwölf Nationalmannschaften an, das Frauenturnier wurde mit acht Mannschaften ausgetragen.
Die Teilnehmer der Vorrundengruppen ergaben sich aus dem Stand der IIHF-Weltrangliste des Jahres 2015 bei den Herren und 2016 bei den Frauen sowie den Ergebnissen der Qualifikationsturniere. Das Männerturnier begann am 14., das Frauenturnier bereits am 10. Februar 2018, einen Tag nach der Eröffnungszeremonie am 9. Februar. Das Finale der Frauen fand am 22. Februar, das der Männer am 25. Februar, dem Schlusstag der Spiele, statt.

## Austragungsorte
Als Austragungsorte für die beiden Turniere dienten das Gangneung Hockey Centre (koreanisch 강릉 아이스하키I 경기장) mit 10.000 Plätzen sowie das Kwandong Hockey Centre (koreanisch 가톨릭 관동대학교 아이스하키II 경기장), das 6.000 Zuschauern Platz bietet. Beide Arenen befinden sich außerhalb von Pyeongchang in der Küstenstadt Gangneung.
Während der Hauptspielort der Männer das Gangneung Hockey Centre war, wo 23 der 30 Turnierspiele stattfanden, spielten die Frauen mit Ausnahme der Halbfinal- und des Finalspiels ausschließlich im Kwandong Hockey Centre.
| \| Gangneung \|             |
| Austragungsort des Turniers |
| Gangneung                   |

| Gangneung |

## Modus und Teilnehmer
Die Olympischen Winterspiele 2018 wurden wie bereits in Vancouver 2010 und Sotschi 2014 bei den Männern in drei Gruppen und bei den Frauen in zwei Gruppen mit jeweils vier Mannschaften durchgeführt. Die Qualifikation für das olympische Turnier richtete sich nach der IIHF-Weltrangliste.
Bei den Männern waren die ersten acht Ränge (Schweden, Finnland, Russland, Tschechien, Kanada, Vereinigte Staaten, Schweiz, und Slowakei) automatisch qualifiziert, ebenso Gastgeber Südkorea. Die nächstplatzierten Mannschaften spielten drei Qualifikationsturniere, in denen sich Norwegen, Deutschland und Slowenien qualifizierten.
Bei den Frauen waren die Mannschaften der Vereinigten Staaten, Kanadas, Finnlands, Russlands und Schwedens direkt qualifiziert, ebenso Gastgeber Südkorea. Hinzu kamen die Schweiz und Japan, die sich über die Qualifikationsturniere qualifizierten. Wenige Wochen vor Beginn der Spiele gaben Nord- und Südkorea bekannt, dass eine gesamtkoreanische Frauenmannschaft am Turnier teilnehmen werde.

## Medaillenspiegel
| Medaillenspiegel Eishockey (nach 2 von 2 Entscheidungen) |                                  |      |        |        |        |
| Platz                                                    | Land                             | Gold | Silber | Bronze | Gesamt |
| 1                                                        | Olympische Athleten aus Russland | 1    | —      | —      | 1      |
| 1                                                        | USA                              | 1    | —      | —      | 1      |
| 3                                                        | Kanada                           | —    | 1      | 1      | 2      |
| 4                                                        | Deutschland                      | —    | 1      | —      | 1      |
| 5                                                        | Finnland                         | —    | —      | 1      | 1      |